# Mas Air
Mas Air (legalmente Aerotransportes Mas de Carga, S.A. de C.V. e semplicemente conosciuta come MasAir) è una compagnia aerea cargo con sede a Città del Messico, in Messico, specializzata nella spedizione di merci per via aerea. La sua base principale è l'aeroporto Internazionale di Città del Messico, con hub secondari a Los Angeles e Miami.

## Storia
La compagnia aerea venne fondata come MasAir nel 1992 e iniziò a operare nell'aprile dello stesso anno fornendo servizi di trasporto aereo di merci a clienti principalmente in America Latina e negli Stati Uniti, operando oltre 600 voli con un trasporto di circa 60.000 tonnellate di merci all'anno. Nel dicembre 2000, LAN Airlines acquisì una partecipazione del 25% in MasAir, venduta poi nel 2018.
Nell'agosto 2015 è stato annunciato che tutte le compagnie aeree del gruppo LATAM Airlines sarebbero state completamente rinominate LATAM: Mas Air è stata rinominata LATAM Cargo Mexico.
Il 1º dicembre 2018, il gruppo LATAM ha venduto le sue partecipazioni in Mas Air che da lì in poi ha ricominciato a operare in modo indipendente dal Gruppo LATAM.

## Destinazioni
Al 2021, Mas Air opera voli cargo tra molti dei paesi del continente americano, tra cui Argentina, Brasile, Cile, Colombia, Ecuador, Messico, Perù, Stati Uniti e Venezuela. Destinazioni europee e asiatiche includono Germania, Hong Kong e Thailandia.

## Flotta

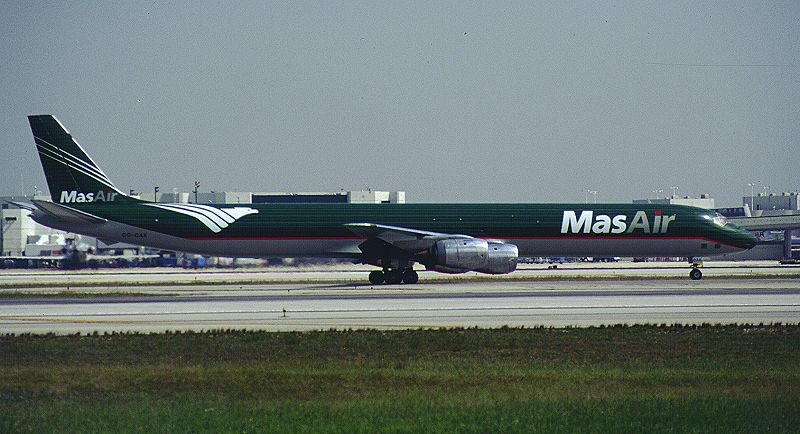
Un Douglas DC-8-71(F) visto a Miami nel 1998.

### Flotta attuale
A gennaio 2024 la flotta di Mas Air è così composta:

### Flotta storica
Mas Air operava in precedenza con i seguenti aeromobili:
- Boeing 767-200(BDSF)
- Boeing 767-300ER(BDSF)
- Douglas DC-8-61(F)
- Douglas DC-8-71(F)